# Gödöny József
Gödöny József (Szászvár, 1925. május 1. – Budapest, 1993. július 26.) magyar jogász, ügyész, kriminológus, egyetemi tanár. Az állam- és jogtudományok kandidátusa (1967), az állam- és jogtudományok doktora (1976). A Magyar Tudományos Akadémia Állam- és Jogtudományi Bizottsága tagja volt.

## Életpályája
1944-ben érettségizett Pécsen. 1949-ben diplomázott a Pécsi Tudományegyetem Általános Jogtudományi Karán. 1949-ben a Pécsi Tudományegyetem tanársegéde volt. 1949–1951 között a Pécsi Járásbíróság fogalmazója, jegyzője volt. 1951–1953 között a Pécsi Államügyészség közvádló ügyésze volt. 1952-ben bírói-ügyészi szakvizsgát tett. 1953–1954 között a Komlói Városi Ügyészség vezető ügyésze volt. 1954-től a Magyar Jogász Szövetség tagja volt. 1954–1960 között a Legfőbb Ügyészség Nyomozásfelügyeleti Osztályának osztályvezető ügyésze volt. 1960–1963 között az MTA–TMB önálló aspiránsa volt. 1960–1988 között a Magyar Kriminológiai Társaság elnöke, 1988–1993 között tiszteletbeli elnöke volt. 1960–1991 között az Országos Kriminalisztikai, illetve az Országos Kriminológiai és Kriminalisztikai Intézet (OKKRI) alapító igazgatója volt. 1972-től a Nemzetközi Büntetőjogi Társaság magyar tagozatának alelnöke volt. 1976-tól az ELTE Állam- és Jogtudományi Kar címzetes egyetemi tanára volt.

### Munkássága
A büntetőeljárás előkészítő munkáival, elsősorban a nyomozás kriminalisztikai kérdéseivel foglalkozott. Az Országos Kriminológiai és Kriminalisztikai Intézet megalapítójaként a szervezett magyarországi kriminológiai, kriminalisztikai kutatások elindítója volt.

## Magánélete
Szülei: Gödöny János vájár és Papp Anna voltak. 1953-ban házasságot kötött Pintér Hedviggel. Egy fiuk született: József (1958–).

## Művei
- A büntetés a szovjet büntetőjogban (Jogtudományi Közlöny, 1950)
- Az előzetes ellenőrzés alkalmazási köre (Magyar Jog, 1956)
- Az Országos Kriminalisztikai Intézet előtt álló feladatok (Rendőrségi Szemle, 1961)
- A nyomozás törvényessége feletti felügyelet és a kriminalisztika (Magyar Jog, 1961)
- A nyomozás törvényessége feletti felügyelet (Szerkesztette: Posgay Istvánnal, Szabó Kálmánnal; Ügyészi kiskönyvtár. Budapest, 1961)
- Gyanúsított – terhelt (Kriminalisztikai Tanulmányok. II. kötet. Budapest, 1962)
- A kriminalisztikai kérdések az új büntetőeljárási tvr.-ben (Rendőrségi Szemle, 1962)
- Igazságügyi szakértők a nyomozásban (Kriminalisztikai Tanulmányok. III. kötet. Budapest, 1964)
- A bizonyítás, a bizonyítékok és a bizonyítékok forrásai a nyomozásban (Kandidátusi értekezés; Budapest, 1965)
- Az igazságügyi szakértők kérdésének rendezéséről (Belügyi Szemle, 1965)
- A bizonyítás tárgya és kerete a nyomozásban (Kriminalisztikai Tanulmányok. V. kötet. Budapest, 1966)
- A bíróság elé állításról (Belügyi Szemle, 1966)
- A büntetőeljárás kommentárja (Budapest, 1968)
- Bizonyítás a nyomozásban. Monográfia. (Az Országos Kriminalisztikai Intézet tudományos kiadványai. Budapest, 1968)
- Kriminológiai törekvések a Magyar Tanácsköztársaságban és az Országos Kísérleti Kriminológiai Intézet (Belügyi Szemle, 1969)
- A bűntettek okainak, feltételeinek bizonyítása (Magyar Jog, 1970)
- A társadalmi fejlődés és a bűnözés alakulása (Jogtudományi Közlöny, 1971)
- A nyomozás és a kodifikáció elvi kérdései (Belügyi Szemle, 1972)
- Az Országos Kriminológiai és Kriminalisztikai Intézet kutatásainak tíz éve (Kriminológiai és Kriminalisztikai Tanulmányok. IX. kötet. Budapest, 1972)
- A fejlődés kísérőjelenségeinek kriminogén jellege (Kriminológiai és Kriminalisztikai Tanulmányok. XI. kötet. Budapest, 1974)
- Nemzetközi erőfeszítések a bűnözés visszaszorítására (Jogtudományi Közlöny, 1975)
- A társadalmi-gazdasági fejlődés és a bűnözés. Monográfia és doktori értekezés is. (Budapest, 1976)
- Bűnözés a különböző társadalmi rendszerekben (Kriminológiai és Kriminalisztikai Tanulmányok. XIV. kötet. Budapest, 1977)
- A bűnözés okairól. 1–2. (Magyar Jog, 1978)
- Az emberi jogok és a büntetőeljárás (Magyar Jog, 1979)
- A visszaeső bűnözés kriminológiai kérdéseiről (Jogtudományi Közlöny, 1980)
- Antiszociális viselkedés. (Tanulmányok a beilleszkedési zavarok köréből. Szerkesztette: Miltényi Károly, Budapest, 1980)
- Húsz év – 1960–1980 – kriminológiai és kriminalisztikai kutatásairól (Kriminológiai és Kriminalisztikai Tanulmányok. XVIII. kötet. Budapest, 1981)
- A büntetőeljárás magyarázata (Budapest, 1982)
- A bűnözésmegelőzés új távlatai (Magyar Jog, 1983)
- A bűnüldöző és igazságügyi szervek a bűnözésmegelőzés rendszerében. (Kriminológiai és Kriminalisztikai Tanulmányok. XXI. kötet. Budapest, 1984)
- A magyar kriminológia hazai és nemzetközi értékelése (Belügyi Szemle, 1984)
- A kriminológia és kriminalisztika négy évtizede hazánkban (Magyar Jog, 1985)
- A bűnözés és a társadalmi beilleszkedési zavarok kutatásáról (Magyar Jog, 1986)
- A bűnözés helyzete és változásai. (Kriminológiai és Kriminalisztikai Tanulmányok. XXIII. kötet. Budapest, 1986)
- A bűnözés új jelenségei (Kriminológiai és Kriminalisztikai Tanulmányok. XXV. kötet. Budapest, 1988)
- Irk Albert-emlékkötet. Szerkesztette: Irk Ferenc. A bevezető tanulmányt írta (Kriminológiai Közlemények. Budapest, 1991)

## Díjai
- Akadémiai Pályadíj (1948)
- Munka Érdemérem (1954)
- Magyar Szabadság Érdemrend ezüst fokozata (1957)
- Munka Érdemrend arany fokozata (1963)
- Vámbéry Rusztem-emlékérem (1985)[2]